# شيماء عماد
شيماء عماد زبير (30 سبتمبر 1975-) إعلامية وصحفية ومقدمة برامج عراقية.

## حياتها
حاصلة على بكالوريوس تربية جامعه بغداد ودبلوم صحافة وإعلام من مدرسة التضامن للصحافة.

### حياتها الأسرية
تزوجت وانفصلت عن زوجها ولديها ابن وحيد اسمه علي.

## مشوارها المهني
في عام 1998 م، بدأت العمل كصحفية في قسم التحقيقات في (مجلة ألف باء) وكذلك عملت صحفية في جريده الحياة اللندنية مكتب بغداد كما عملت كمُعِده ومقدمه برامج في قناة العراق الفضائية حتى عام 2003
انتقلت للعمل في قناة الشرقية عملت مُعِدة ومقدمة برامج حتى عام 2007 ثم عملت مُعِدة ومقدمته برامج في قناة البغدادية حتى عام 2016 في العمل الميداني وتغطية الأحداث العامة من مهرجانات ومؤتمرات.

## البرامج التي قدمتها
| اسم البرنامج        | القناة                |
| ------------------- | --------------------- |
| يسعد صباحك ياعراق   | قناة الشرقية          |
| الكرسي              | قناة الشرقية          |
| معي                 | قناة الشرقية          |
| اليد البيضاء        | قناة الشرقية          |
| حافيات في الجنيه    | قناة الشرقية          |
| فطوركم علينا        | قناة الشرقية          |
| الحوش               | قناة البغدادية        |
| مع شيماء رمضان احلى | قناة البغدادية        |
| رساله من تحت الماء  | قناة البغدادية        |
| حديث المهجر         | قناة البغدادية        |
| كرسته وعمل          | قناة البغدادية        |
| نون                 | نخيل عراقي            |
| على نياتكم ترزقون   | قناة الشرقية          |
| مسودات              | قناة الرابعة الفضائية |
| خيوط من ذهب         | قناة الرابعة الفضائية |